# Олутанский пополукский язык
Олутанский пополукский язык (Oluta Popoluca, Olutec, Yaak'awü) — вымирающий язык михе-соке, относящийся к ветви михе, на котором говорят внутри муниципалитета Олута, западнее от Техистепек, на юго-востоке штата Веракрус в Мексике. На олутанском говорят в основном пожилые люди, а многие перешли на испанский язык.

## Некоторые фразы
- Chu'šmooy'e — общее приветствие
- Šu'p — Доброе утро!
- Jumej mintu'cši? — Доброе утро!